# Cecidomyia phagwariae
Cecidomyia phagwariae är en tvåvingeart som beskrevs av Nijveldt 1987. Cecidomyia phagwariae ingår i släktet Cecidomyia och familjen gallmyggor.
Artens utbredningsområde är Pakistan. Inga underarter finns listade i Catalogue of Life.